# Zhu Xiaolin
Pour les articles homonymes, voir Zhu.
Dans ce nom chinois, le nom de famille, Zhu, précède le nom personnel.
Zhu Xiaolin (née le 20 février 1984) est une athlète chinoise, spécialiste du marathon. Elle court pour le Liaoning.

## Biographie

### Palmarès
| Date | Compétition                  | Lieu    | Résultat | Épreuve  | Performance     |
| ---- | ---------------------------- | ------- | -------- | -------- | --------------- |
| 2006 | Championnats d'Asie en salle | Pattaya | 1re      | 3 000 m  | 9 min 25 s 60   |
| 2007 | Championnats du monde        | Osaka   | 4e       | Marathon | 2 h 31 min 21 s |
| 2008 | Jeux olympiques              | Pékin   | 4e       | Marathon | 2 h 27 min 16 s |
| 2009 | Championnats du monde        | Berlin  | 5e       | Marathon | 2 h 26 min 08 s |
| 2010 | Jeux asiatiques              | Canton  | 2e       | Marathon | 2 h 26 min 35 s |
| 2011 | Championnats du monde        | Daegu   | 6e       | Marathon | 2 h 29 min 58 s |

### Records
| Épreuve  | Performance   | Lieu  | Date            |
| -------- | ------------- | ----- | --------------- |
| Marathon | 2 h 23 s 57 s | Pékin | 20 octobre 2002 |